# Eve Beglarian
Eve Beglarian (22 juli 1950) is een hedendaagse componiste, performer en sample-artieste van Armeense afkomst. Haar experimentele muziek wordt vaak omschreven als postminimalistisch. Ze is dochter van de componist Grant Beglarian en studeerde in Princeton, Columbia. Werk van haar is onder meer uitgevoerd door Los Angeles Master Chorale, de Bang on a Can-All Stars, Chamber Music Society of Lincoln Center,  Paul Dresher Ensemble en American Composers Orchestra. Naast haar muzikale werk regisseert en produceert ze audio-boeken van auteurs als Stephen King en Anne Rice voor Random House en Simon & Schuster.

## Discografie
- Overstepping, O.O. Discs, 1998
- Tell the Birds, 2006

## Samenwerkingen
- Dream Cum Go Down-Eve Beglarian en Juliana Luecking, 1995
- Play Nice-Twisted Tutu (Eve Beglarian en Kathleen Supové),O.O. Discs, 1999
- Dancing in Place-Elizabeth Panzer
- Almost Human-Maya Beiser